# IC 4595
IC 4595 — галактика типу Sc (компактна спіральна галактика) у сузір'ї Південний Трикутник.
Цей об'єкт міститься в оригінальній редакції індексного каталогу.